# Good Hearted Woman
Good Hearted Woman è il ventesimo album di Waylon Jennings, pubblicato dalla RCA Victor nel febbraio del 1972 e prodotto da Ronny Light.

## Tracce
Lato A
1. Good Hearted Woman – 3:00 (Waylon Jennings, Willie Nelson) – Registrato a Nashville, TN il 1º settembre del 1971
2. Same Old Lover Man – 2:46 (Gordon Lightfoot) – Registrato a Nashville, TN il 12 maggio 1971
3. One of My Bad Habits – 2:12 (Harlan Howard) – Registrato a Nashville, TN il 14 luglio 1970
4. Willie and Laura Mae Jones – 2:55 (Tony Joe White) – Registrato a Nashville, TN il 19 agosto 1969
5. It Should Be Easier Now – 3:03 (Willie Nelson) – Registrato a Nashville, TN il 31 agosto 1971

Lato B
1. Do Not Good Woman – 2:10 (Waylon Jennings) – Registrato a Nashville, TN il 1º settembre 1971
2. Unsatisfied – 2:49 (Shirl Milete) – Registrato a Nashville, TN il 31 agosto 1971
3. I Knew You'd Be Leavin' – 2:40 (Billy Ray Reynolds) – Registrato a Nashville, TN il 12 ottobre 1970
4. Sweet Dream Woman – 2:56 (Chip Taylor, Al Gordoni) – Registrato a Nashville, TN il 1º settembre 1971
5. To Beat the Devil – 4:01 (Kris Kristofferson) – Registrato a Nashville, TN il 27 febbraio 1970

## Musicisti
- Waylon Jennings - voce, chitarra
- Fred Carter - chitarra
- Dale Sellers - chitarra
- Billy Sanford - chitarra
- Chip Young - chitarra ritmica
- Dave Kirby - chitarra ritmica
- Ralph Mooney - steel guitar, dobro
- Hargus Pig Robbins - pianoforte
- Jim Pierce - pianoforte
- Andy McMahon - organo
- Charlie McCoy - armonica, vibrafono
- Bobby Dyson - basso
- Henry Strzelecki - basso
- Buddy Harman - batteria
- Kenneth Buttrey - batteria
- Willie Ackerman - batteria
- Dolores Edgin - accompagnamento vocale
- Ginger Holladay - accompagnamento vocale
- June Page - accompagnamento vocale
- Temple Riser - accompagnamento vocale